# Bitwa pod Moszczanicą
Bitwa pod Moszczanicą – walki oddziałów 18 Dywizji Piechoty z jednostkami 1 Armii Konnej Siemiona Budionnego w okresie wojny polsko-bolszewickiej.

## Marsz dywizji
W nocy 8 lipca 1920 Grupa gen. Franciszka Krajowskiego opuściła Ostróg. Marsz odbywał się dwoma kolumnami wzdłuż Zbyteńki przez Obhów na Dubno. Na skutek przeciągających się walk pod Buderażem maszerowano w dzień. Droga na Obhów była piaszczysta i trudna do pokonania, zarówno dla piechoty, jak i dla artylerzystów.
W Moszczanicy lewa kolumna zmyliła kierunek i weszła na marszrutę kolumny prawej, a na mostku w okolicach wsi Stupno nastąpiło stłoczenie taborów, artylerii i piechoty.

## Walki dywizji
Unieruchomienie dywizji wykorzystał przeciwnik i o 9.00 uderzył w jej straż tylną pod Moszczenicą. Inne oddziały sowieckie zastąpiły drogę straży przedniej pod Obhowem. W zasadzie 18 DP znalazła się w okrążeniu w dolinie Zbyteńki.
Zadanie walki z kozakami uderzającymi od tyłu otrzymał dowódca XXXVI Brygady Piechoty gen. Mieczysław Linde.
W tym celu do działań rozwinął się 145 pułk piechoty i III/144 pp oraz trzy baterie 18 pułku artylerii polowej i bateria 18 pułku artylerii ciężkiej. I i III bataliony 145 pp przeszły do kontrataku na bagnety. Po dwugodzinnej walce straż tylna rozpoczęła odwrót, cały czas pozostając w kontakcie ogniowym z nieprzyjacielem.
W tym czasie gen. Krajowski objął dowództwo straży przedniej, a z kolumn stłoczonych przed mostem wyciągnięto siedem baterii, które skoncentrowanym ogniem złamały opór przeciwnika w Obhowie. Miejscowość tę zajął następnie 144 pułk piechoty. Kiedy piechota i artyleria walczyły o wyjście dywizji z okrążenia, tabory przejeżdżały przez mostek i grupowały się w osłoniętych przed obserwacją  kotlinach między wsiami Bondary i Stupno. O 12.00 cała Grupa gen. Krajowskiego zajęła rejon Obhów – Nagórzany – Bondary – Stupno, organizując obronę okrężną.
Przeciwnik zaprzestał prób natarcia. 
Uporczywa walka straży tylnej gen. Lindego pod Moszczanicą Wielką umożliwiła grupie gen. Krajowskiego wyjście z rysującego się okrążenia i kontynuowanie marszu na Dubno.